# الوقائع العراقية
 الوقائع العراقية، هي أول جريدة رسمية عراقية. أسست في أغسطس 1922. وينشر فيها التشريعات العراقية مثل القوانين، الأنظمة، التعليمات والأوامر لموظفي الحكومة العراقية، والمواطنين، والمجتمع الدولي.
كان أول صدور للجريدة رسميا، في 8 ديسمبر 1922، حيث بدأت بنشر التشريعات، والبيانات الرسمية، ومحاضر جلسات مجلس النواب، والأعيان، واستمرت حتى عام 1958. وقد صدر منها لغاية التاريخ المذكور (4168) عددًا ثم بدأت برقم جديد هو الرقم (1) في 23 مايو 1958، تُشرف دائرة الوقائع العراقية التابعة لوزارة العدل على إصدار جريدة الوقائع.

## نبذه تاريخية
جريدة الوقائع العراقية، لها تاريخ حافل بالتطورات الادارية والتشريعية والسياسية، ففي عام 1912 اصدر الاحتلال البريطاني في العراق، أول مطبوع لنشر التشريعات على شكل بيانات موقعه من قائد الحملة البريطانية في بلاد مابين النهرين، وكانت باللغة الإنجليزية، وترجمت للعربية، ليتعرف الراي العام على الاوامر والبيانات الصادرة، وفي سنه 1912 اصدرت الحكومة العراقية جريده باللغة العربية باسم جريدة الحكومة العراقية، واخرى باللغة الإنجليزية وبنفس الاسم، وصدرت عن وزارة المالية وبعدها غيرت اسمها إلى الوقائع العراقية الجريدة الرسمية للحكومة العراقية، وصدر عددها الأول بتاريخ 1922\12\8 وطبعت باشراف مديرية المطبوعات في بغداد، وكانت تصدر ثلاث مرات في الاسبوع وقد جاء في العدد الأول منها:
1. البلاغات الصادرة عن دائرة المعتمد السامي
2. البلاغات الصادرة عن وزارة الداخلية
3. القوانين والنظامات
4. اعلانات التمييز الشرعي والنظمي
5. اعلانات عامة
6. اخبار العالم
7. اخبار العاصمة

وهذا يعني انها لم تكن تنشر التشريعات والبلاغات فقط انما تنشر أيضا اعلانات الرسمية وقرارات المحاكم على اختلافها بل وحتى الامور الاجتماعية والسياسية وقد طبع من العدد الأول ستمائة نسخة واستمر الصدور الوقائع العراقية حتى قيام النظام الجمهوري في 14 تموز 1958 وكان اخر عدد لها في زمن النظام الملكي هو العدد (4178) وبعدها صدرت الوقائع العراقية بنفس الاسم وبرقم تسلسل جديد بتاريخ الثامن والعشرين من تموز 1958 وابدلت عبارة الجريدة الرسمية للحكومة العراقية بعبارة الجريدة الرسمية للجمهورية العراقية.
والجهات التي تولت إصدار الجريدة سابقاً هي وزارة المالية ووزارة الداخلية ووزارة الإرشاد والثقافة. وحالياً وزارة العدل.

## ضعف لغوي
وفقاً للباحث بيان محمد فتاح الجبّاوي، في دراسته "مظاهر الضعف اللغوي في جريدة الوقائع العراقية"، المنشورة سنة 2018، فإن النظام الداخلي لهيكل الجريدة كلّف المتخصصين بالقانون والحاسوب في إدارة الشعب التابعة لقسم النشر ومتابعة التشريعات، أما تخصص اللغة العربية فلم يُذكر في مفاصل الهيكل التنظيمي، وفي الجريدة مظاهر ضعف لغوي في مجموعة مستويات لغوية، ولها شواهدها من بعض النصوص التشريعية التي يمكن أن تكون ظاهرة واضحة لضعف التطبيق اللغوي، سواء في النحو والصرف والإملاء.